# Fourth Division 1981-1982
La Fourth Division 1981-1982 è stato il 24º campionato inglese di calcio di quarta divisione. Ad aggiudicarsi la vittoria è stato il blasonato Sheffield United, che alla prima apparizione nella categoria ha centrato subito il successo. Le altre promozioni in Third Division sono state invece conseguite dal Bradford City (2º classificato), dal Wigan Athletic (3º classificato, che sale per la prima volta in terza divisione) e dal Bournemouth (4º classificato).
Capocannoniere del torneo è stato Keith Edwards (Hull City e Sheffield United) con 36 reti.

## Stagione

### Novità
A partire da questa stagione ci fu l'introduzione dei tre punti per vittoria.
Al termine della stagione precedente insieme ai campioni di lega del Southend United, salirono in Third Division anche: il Lincoln City (2º classificato), il Doncaster Rovers (3º classificato) ed il Wimbledon FC (4º classificato)
Queste squadre furono rimpiazzate dalla quattro retrocesse provenienti dalla serie superiore: Sheffield United, Blackpool, Hull City (tutte scese per la prima volta nel quarto livello del calcio inglese) e Colchester United (quest'ultimo fece ritorno in quarta divisione dopo cinque anni di assenza).
Il Tranmere Rovers, l'Hereford United, l'Halifax Town e lo York City che occuparono le ultime quattro posizioni della classifica, vennero rieletti in Football League dopo una votazione che ebbe il seguente responso:
| Club            | Lega                    | Voti | Verdetto   |
| --------------- | ----------------------- | ---- | ---------- |
| Tranmere Rovers | Fourth Division         | 48   | Rieletto   |
| Hereford United | Fourth Division         | 46   | Rieletto   |
| York City       | Fourth Division         | 46   | Rieletto   |
| Halifax Town    | Fourth Division         | 41   | Rieletto   |
| Altrincham      | Alliance Premier League | 15   | Non Eletto |

### Formula
Le prime quattro classificate venivano promosse in Third Division, mentre le ultime quattro erano sottoposte al processo di rielezione.

## Squadre partecipanti
| Squadra             | Città                    | Stadio            | Stagione precedente                     |
| ------------------- | ------------------------ | ----------------- | --------------------------------------- |
| Aldershot           | Aldershot                | Recreation Ground | 6º posto in Fourth Division             |
| Blackpool           | Blackpool                | Bloomfield Road   | 23º posto in Third Division, retrocesso |
| Bournemouth         | Bournemouth              | Dean Court        | 13º posto in Fourth Division            |
| Bradford City       | Bradford                 | Valley Parade     | 14º posto in Fourth Division            |
| Bury                | Bury                     | Gigg Lane         | 12º posto in Fourth Division            |
| Colchester United   | Colchester               | Layer Road        | 22º posto in Third Division, retrocesso |
| Crewe Alexandra     | Crewe                    | Gresty Road       | 18º posto in Fourth Division            |
| Darlington          | Darlington               | Feethams Ground   | 8º posto in Fourth Division             |
| Halifax Town        | Halifax                  | The Shay          | 23º posto in Fourth Division, rieletto  |
| Hartlepool United   | Hartlepool               | Victoria Park     | 9º posto in Fourth Division             |
| Hereford United     | Hereford                 | Edgar Street      | 22º posto in Fourth Division, rieletto  |
| Hull City           | Kingston upon Hull       | Boothferry Park   | 24º posto in Third Division, retrocesso |
| Mansfield Town      | Mansfield                | Field Mill        | 7º posto in Fourth Division             |
| Northampton Town    | Northampton              | County Ground     | 10º posto in Fourth Division            |
| Peterborough United | Peterborough             | London Road       | 5º posto in Fourth Division             |
| Port Vale           | Stoke on Trent (Burslem) | Vale Park         | 19º posto in Fourth Division            |
| Rochdale            | Rochdale                 | Spotland Stadium  | 15º posto in Fourth Division            |
| Scunthorpe United   | Scunthorpe               | Old Showground    | 16º posto in Fourth Division            |
| Sheffield United    | Sheffield                | Bramall Lane      | 21º posto in Third Division, retrocesso |
| Stockport County    | Stockport                | Edgeley Park      | 20º posto in Fourth Division            |
| Torquay United      | Torquay                  | Plainmoor         | 17º posto in Fourth Division            |
| Tranmere Rovers     | Birkenhead               | Prenton Park      | 21º posto in Fourth Division, rieletto  |
| Wigan Athletic      | Wigan                    | Springfield Park  | 11º posto in Fourth Division            |
| York City           | York                     | Bootham Crescent  | 24º posto in Fourth Division, rieletto  |

## Classifica finale
|  | Pos. | Squadra             | Pt | G  | V  | N  | P  | GF | GS | DR  |
|  | ---- | ------------------- | -- | -- | -- | -- | -- | -- | -- | --- |
|  | 1    | Sheffield Utd       | 96 | 46 | 27 | 15 | 4  | 94 | 41 | +53 |
|  | 2    | Bradford City       | 91 | 46 | 26 | 13 | 7  | 88 | 45 | +43 |
|  | 3    | Wigan               | 91 | 46 | 26 | 13 | 7  | 80 | 46 | +34 |
|  | 4    | Bournemouth         | 88 | 46 | 23 | 19 | 4  | 62 | 30 | +32 |
|  | 5    | Peterborough Utd    | 82 | 46 | 24 | 10 | 12 | 71 | 57 | +14 |
|  | 6    | Colchester Utd      | 72 | 46 | 20 | 12 | 14 | 82 | 57 | +25 |
|  | 7    | Port Vale           | 70 | 46 | 18 | 16 | 12 | 56 | 49 | +7  |
|  | 8    | Hull City           | 69 | 46 | 19 | 12 | 15 | 70 | 61 | +9  |
|  | 9    | Bury                | 68 | 46 | 17 | 17 | 12 | 80 | 59 | +21 |
|  | 10   | Hereford Utd        | 67 | 46 | 16 | 19 | 11 | 64 | 58 | +6  |
|  | 11   | Tranmere            | 60 | 46 | 14 | 18 | 14 | 51 | 56 | -5  |
|  | 12   | Blackpool           | 58 | 46 | 15 | 13 | 18 | 66 | 60 | +6  |
|  | 13   | Darlington          | 58 | 46 | 15 | 13 | 18 | 61 | 62 | -1  |
|  | 14   | Hartlepool Utd      | 55 | 46 | 13 | 16 | 17 | 73 | 84 | -11 |
|  | 15   | Torquay Utd         | 55 | 46 | 14 | 13 | 19 | 47 | 59 | -12 |
|  | 16   | Aldershot           | 54 | 46 | 13 | 15 | 18 | 57 | 68 | -11 |
|  | 17   | York City           | 50 | 46 | 14 | 8  | 24 | 69 | 91 | -22 |
|  | 18   | Stockport County    | 49 | 46 | 12 | 13 | 21 | 48 | 67 | -19 |
|  | 19   | Halifax Town        | 49 | 46 | 9  | 22 | 15 | 51 | 72 | -21 |
|  | 20   | Mansfield Town (-2) | 47 | 46 | 13 | 10 | 23 | 63 | 81 | -18 |
|  | 21   | Rochdale            | 46 | 46 | 10 | 16 | 20 | 50 | 62 | -12 |
|  | 22   | Northampton Town    | 42 | 46 | 11 | 9  | 26 | 57 | 84 | -27 |
|  | 23   | Scunthorpe Utd      | 42 | 46 | 9  | 15 | 22 | 43 | 79 | -36 |
|  | 24   | Crewe Alexandra     | 27 | 46 | 6  | 9  | 31 | 29 | 84 | -55 |

Legenda:
      Promosso in Third Division 1982-1983.
      Rieletto nella Football League.
Regolamento:
Tre punti a vittoria, uno a pareggio, zero a sconfitta.
A parità di punti le squadre venivano classificate secondo la differenza reti.
Note:

Il Mansfield Town è stato sanzionato con 2 punti di penalizzazione per aver schierato in campo un calciatore non eleggibile nella gara esterna con il Crewe Alexandra del 13 marzo 1982.